# دبابة O-I فائقة الثقل
O-I هو الاسم الذي أُطلق على سلسلة مقترحة من الدبابات اليابانية فائقة الثقل التي صُممت خلال الحرب العالمية الثانية. كان من المخطط أن تكون الدبابة ثقيلة للغاية وتضم طاقمًا مكونًا من 11 فردًا. لا تزال القصة الكاملة لمشروع O-I غير معروفة بسبب الطابع "الغامض" للمشروع وقلة الوثائق التي بقيت بعد الحرب.

## التاريخ والتطوير
بعد معارك خالخين غول ضد الاتحاد السوفيتي عام 1939، سعت اليابان إلى تحسين تصميم دباباتها بناءً على الدروس المستفادة من تلك المعارك. أظهرت العديد من الدبابات اليابانية مثل الدبابة الخفيفة Type 95 Ha-Go والدبابة المتوسطة Type 97 Chi-Ha، عدم كفائتها في مواجهة القوات المدرعة السوفيتية. ونتيجة لذلك، برزت حاجة ملحة إلى تصميم دبابة أكبر. تم اقتراح مشروع دبابة فائقة الثقل كرد مباشر على هزيمة اليابان في خالخين غول.  

في أوائل عام 1940، أمر الكولونيل هيديو إواكورو [الإنجليزية] قسم الهندسة العسكرية في وزارة الجيش اليابانية بتطوير دبابة جديدة فائقة الثقل. طلب الكولونيل إواكورو أن تكون الدبابة الجديدة ضعف حجم النموذج الأولي لدبابة Type 95 الثقيلة (26 طنًا) على الأقل. لم يكن التصميم الخارجي المقترح مختلفًا كثيرًا عن دبابة Type 95 الثقيلة. كان من المفترض أن يتم تجهيز النموذج الأولي الذي يزن 100 طن بمدفع Type 92 عيار 105 ملم (مدفع Type 92 عيار 10 سم) كسلاح رئيسي.